# Asgat (Sükhbaatar)
Le sum d'Asgat (mongol : ᠠᠰᠠᠭᠲᠤ
ᠰᠤᠮᠤ, cyrillique : Асгат сум, MNS : Asgat sum) est situé dans l'aïmag (ligue) de Sükhbaatar, en Mongolie. Sa population était de 1 806 habitants en 2009.